# New half
 (novembre 2023).

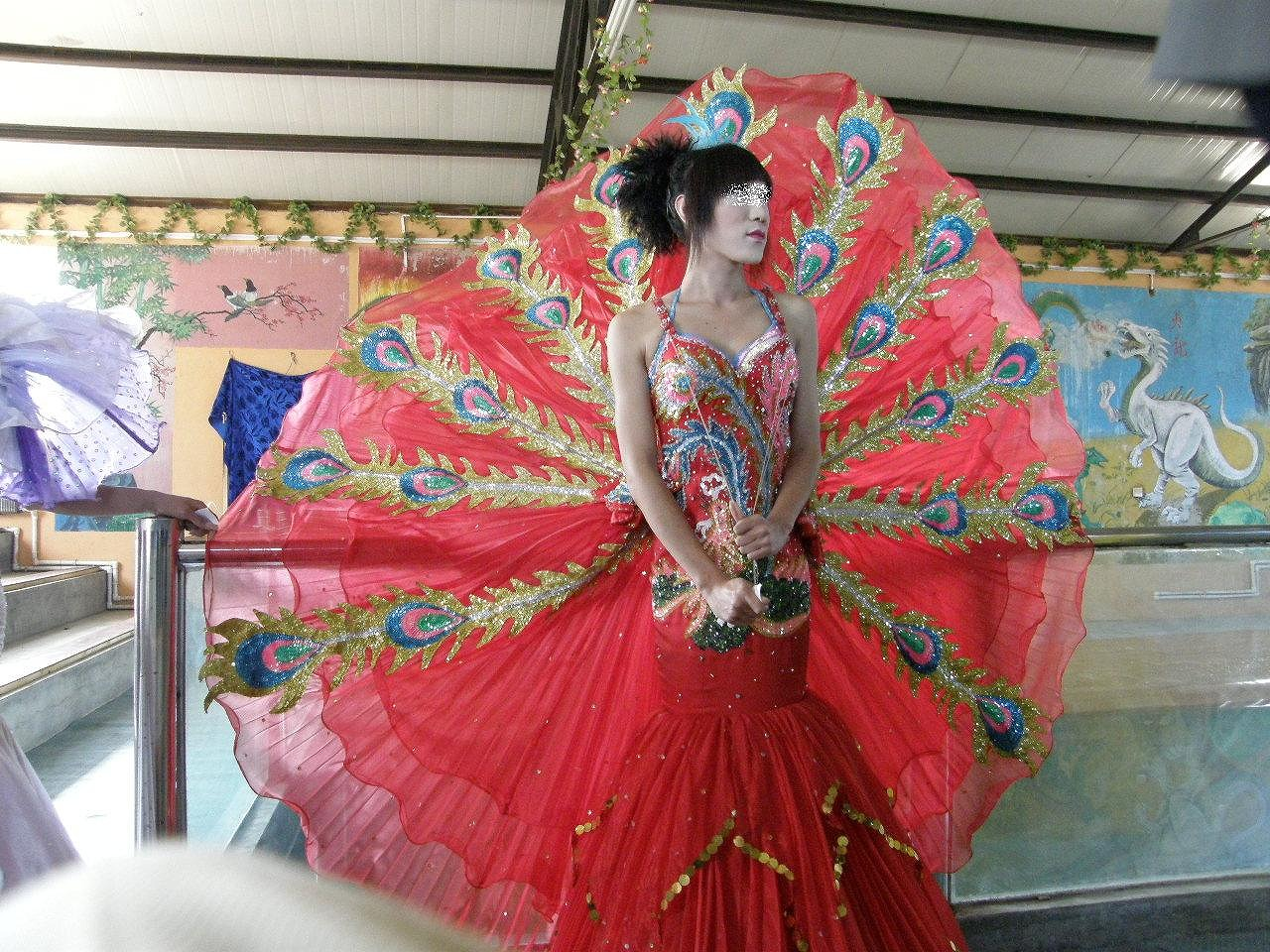
Photographie d'une New half en Chine.

Au Japon, New half (ニューハーフ, nyūhāfu) est un anglicisme signifiant nouvelle moitié, utilisé pour désigner les personnes trans, en particulier les femmes trans (personnes assignées hommes à la naissance ayant une identité de genre féminine).
Il était initialement utilisé pour désigner les hôtesses intersexes et androgynes de certains clubs à Tōkyō, en référence à « la seconde moitié du ciel », terme utilisé par Mao Zedong pour désigner la femme.
La plus connue est Ai Haruna, élue notamment Miss International Queen 2009.